# CompactFlash
Compact Flash é um padrão de cartões de memória criada pela SanDisk em 1994 a partir do padrão PC-Card/PCMCIA.
CompactFlash tornou-se o mais bem sucedido dos formatos de cartão de memória inicialmente, superando MiniCard, SmartMedia, e PC Card Tipo I em popularidade. Formatos subsequentes, como MMC / SD e vários formatos de Memory Stick e xD-Picture Card ofereceram forte concorrência. A maioria destes cartões são menores do que CompactFlash enquanto oferece capacidade comparável e velocidade.
Perdeu mercado com a popularização do Secure Digital (SD) que continham espaço igual a um preço reduzido. Visto que nem todos precisam de velocidade.
Hoje Compact Flash ainda é utilizado em câmeras de alta performance, ou lugares onde o sistema de armazenamento e velocidade são principais.
Em novembro de 2010, Sandisk, Sony e Nikon propôs um formato de cartão de próxima geração para a CompactFlash Association, que viria em um fator de forma semelhante ao CF / CFast mas basear-se em PCI Express em vez de Parallel ATA ou SATA. O novo formato é voltado para câmeras de alta definição e alta resolução, câmeras fotográficas digitais, que oferecem uma alta leitura e escrita com velocidades de 1 Gbit/s (125 MB/s) e capacidade de armazenamento além de 2 TiB e não é compatível com ou CompactFlash ou CFast. O cartão XQD formato foi anunciado pela CompactFlash Association, em dezembro de 2011.

## Características
- Dimensões
  - Largura: 43 mm.
  - Comprimento: 36 mm.
  - Espessura: 3,3 mm (CF I); 5 mm (CF II).
- Capacidade de armazenamento: 2 MB a 256 GB (em maio de 2007).
- Pelas especificações (revisão <5.0) pode suportar até 128 GB.
- Nas especificações da revisão 5.1 (2010) foi adicionado o endereçamento de 48 bit que permite armazenamentos até 248 Petabyte.

## Descrição
Existem duas principais subdivisões de cartões CF, Tipo I (3,3 mm de espessura) e a mais espessa do tipo II (CF2) (5 mm de espessura). A ranhura do tipo CF II é usado por Microdrives e alguns outros dispositivos, tais como a Hasselblad Back Digital CFV para a série de câmaras de formato Hasselblad médios. Há quatro velocidades principais de cartões, incluindo a CF original, velocidade CF alta (usando CF + / CF 2.0), um rápido CF 3.0 padrão e um ainda mais rápido CF padrão 4.0 que está sendo adotada a partir de 2007. A espessura do tipo de cartão CF é ditada pela precedente PC Card standard.
Grande vantagem em seus concorrentes é que é o único Card com tratamento de erros em escrita (EDC/ECC).
CompactFlash IDE (ATA) a velocidade de emulação é normalmente especificado em "x" vezes, por exemplo, 8x, 20x, 133x. Este é o mesmo sistema usado para CD-ROMs e indica a taxa máxima de transferência sob a forma de um multiplicador de áudio baseado na taxa de transferência de dados de CD original, que é de 150 kByte / s. 
{\displaystyle R={K\cdot 150}}, kByte/s
Onde R = taxa de transferência, K = classificação de velocidade. Por exemplo, a classificação significa 400x velocidade de transferência: 133 * 150 kByte/s = 60 000 kByte/s ~ 58 MB/s.
Hoje é possível de se encontrar CF de até 95 MB/s
Porém a interface USB 2.0 é limitada a 60 MB/s e carece de hardware de barramento, os resultados de implementação USB em um acesso mais lento do que a leitura do cartão.
Uma conexão direta com a placa mãe é muitas vezes limitado a 33 MB/s, porque IDE para adaptadores falta alta velocidade do cabo.
O problema foi resolvido nos leitores de CF com conectores USB 3.0.

## Microdrive

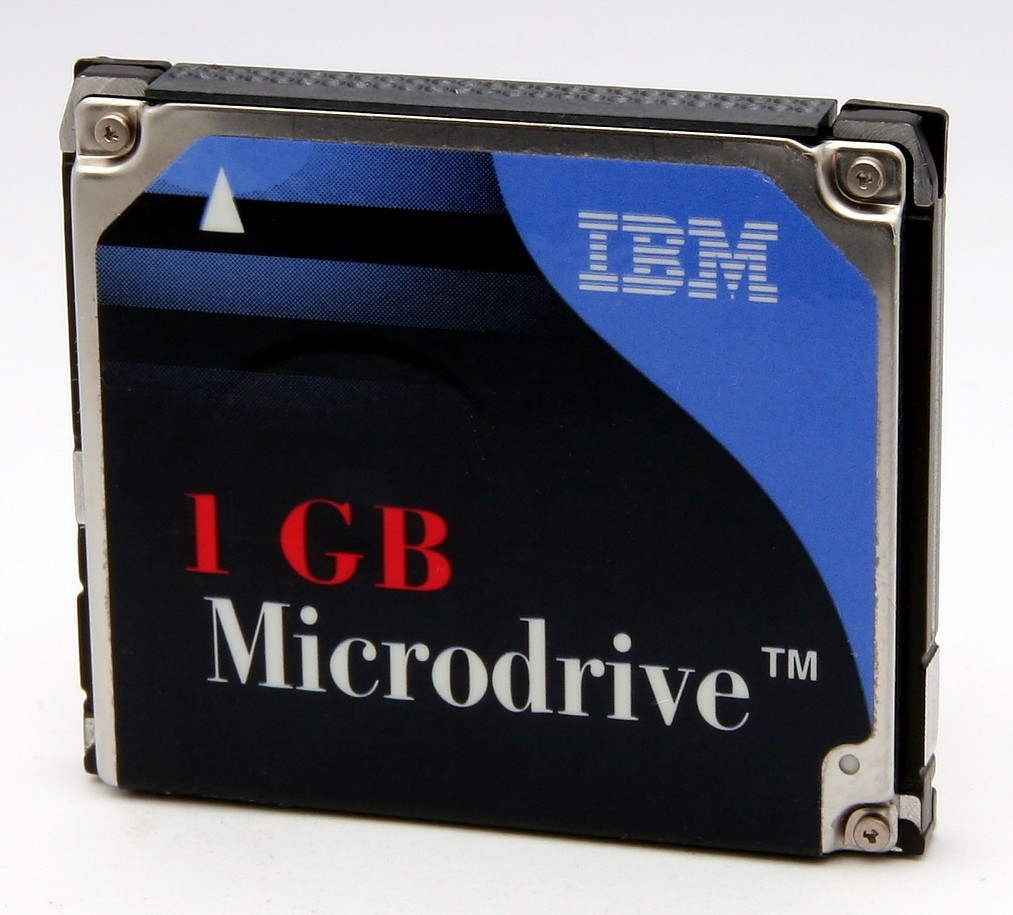
Cartão Microdrive de 1GB

Microdrives são pequenos discos rígidos com cerca de 1 polegada de diâmetro encapsulado no formato CompactFlash Tipo II. Foi desenvolvido pela IBM com capacidade de 170 megabytes. A divisão de armazenamento magnético da empresa foi vendido à Hitachi em dezembro de 2002 juntamente com a marca Microdrive. Desde então, outras empresas (como Seagate e Sony) passaram a vender produtos semelhantes.
Apesar de serem fisicamente compatíveis com qualquer entrada CF II, consomem mais energia (até 500 mA, ao invés dos 100 mA tradicionais) e por isso podem não funcionar em alguns aparelhos, além de ser mais sensível a impactos e mudanças de temperatura.
Um dos usos mais populares de microdrives foi na linha de tocadores de música iPod mini. Normalmente gira a 3 600 rpm. 
- Commons